# Lerista christinae
Lerista christinae este o specie de șopârle din genul Lerista, familia Scincidae, descrisă de Storr 1979. Conform Catalogue of Life specia Lerista christinae nu are subspecii cunoscute.